# Typhonium johnsonianum
Typhonium johnsonianum är en kallaväxtart som beskrevs av Alistair Hay och S.M.Taylor. Typhonium johnsonianum ingår i släktet Typhonium och familjen kallaväxter. Inga underarter finns listade.